# 村松文彦
村松 文彦(むらまつ ふみひこ、1951年12月5日 - )は、日本のフラワーアーティスト。I.Fフローラル・デコ取締役、村松園芸代表取締役。静岡県出身。O型。

## 略歴
静岡で村松園芸を営む両親のもとに生まれる。小学生の頃は絵が得意でコンクールで賞を受賞したことがある。園芸店は朝も早く、両親の苦労や大変さをよく知っていたため、元々花にやりがいを見いだせず、事業を継ぐ意向もなかった。高校から芸術系の勉強ができる東京の玉川大学の付属高校へ進学するため上京した。玉川大学では芸術学部で日本画を専攻していた。
大学時代にアメリカへ留学をする。この考えは両親に反対され学費を出してもらえず、コツコツ貯金し、300万円ほど貯め、自費で留学を果たした。留学先で語学スクールに通いながら花屋でアルバイトをしていた。アメリカでは日常生活の中で頻繁に、花を贈り合う文化があり、その違いに衝撃を受けた。語学学校の知人で言葉が通じないアラブ人の男性とメキシコ人の女性がいた。男性が女性に花を贈ったことをきっかけに、二人は誰もがうらやむカップルとなった出来事をきっかけに、「花は、言葉を超える世界の共通言語だ」という想いを強くした。アメリカ、ヨーロッパで修行を積み、1974年シカゴ・アメリカンフローラルアートスクールを卒業。親の危篤という嘘で留学先から連れ戻され、家財道具もそのままに留学を終えることになった。
世界の花文化に触れて、帰国してから、様々なコンテストに出る準備を始めた。生け花の三大流派である池坊、草月流、小原流も学び、日本文化も表現できるフラワーアーティストを目指した。台湾・韓国・タイなどアジア各国でフラワーデモンストレーションを開始。
1989年長野五輪表彰式用ビクトリーブーケのデザインを担当。

## 人物
- フラワーデモンストレーション、政府関連の花の博覧会のチーフデザイナー、教室でのレッスン、書籍の出版、地域の花農家活性化の活動に携わる。
- 「人・花・心」がモットー。
- 若いころはロードバイクが趣味であった。現在の趣味は祭り。静岡県の小梳神社の神輿役員理事を務める。

## 受賞
- 1982年 NFDフラワーデザイン全日本競技大会 農林水産大臣賞受賞
- 1982年 全日本花装飾技術選抜選手権大会 優勝 内閣総理大臣賞受賞
- 1987年 JFTDジャパンカップ 優勝 内閣総理大臣賞受賞
- 1989年 第7回インターフローラ・ワールドカップ 優勝 内閣総理大臣賞受賞(ヨーロッパ人以外での初受賞)

## 活動
国際園芸博覧会における活動
- 2002年 ハールレマミーア国際園芸博覧会(フロリアード2002) 日本国政府屋内展示チーフデザイナー
- 2006年 チェンマイ国際園芸博覧会 日本国政府屋内展示チーフデザイナー
- 2016年 国際園芸博覧会2016トルコ・アンタルヤ 屋内展示統括プロデューサー[3]

1998年長野オリンピック
- 1998年長野オリンピック表彰式・セレモニー2種類の花束デザイン

- 2000年　世界体操選手権大会へ ビクトリーブーケ会場装花デザイン

## 出演

### テレビ
- 1993年 NHK「ひるどき日本列島」レギュラー出演
- 1994年 NHK「ひるどき日本列島」レギュラー出演
- 1995年 NHK「趣味百貨（フラワーアレンジメント）」講師レギュラー出演

NHK「趣味の園芸」レギュラー出演
- 1996年  NHK「趣味の園芸」「おしゃれ工房」等レギュラー講師

## 展覧会
- 1993年 ギリシャ 第一回フラワーコングレス「フラワーコム」にて作品展示
- 1996～98年 東京国際見本市「東京フラワーショー」トータルプロデュース
- 2002年 オランダ「フロリアード2002国際園芸博覧会」日本国政府屋内展示チーフデザイナー
- 2004年 「浜名湖国際園芸博覧会」園芸文化館 花舞台プロデュース
- 2005年 ヘルシンキ「第38回技能五輪国際大会」フラワー装飾 テクニカルオブザーバ
- 2005年 ベトナム ダラット フラワーフェスティバル 日本政府屋内展示 チーフデザイン
- 2006年 「リアルジャパン」摩天楼（漆器の花器）をデザイン

タイ チェンマイ「ロイヤルフローラ・ラーチャブルク2006」日本国政府屋内展示チーフデザイナー
「禅inPARIS」パリ プランタンデパート・オードトリアム
- 2007年 「リアルジャパン」シルクロード(漆器の花器)をデザイン
- 2008年 パリ ジョルジュサンク・フォーシーズンズホテル

ドイツ ハノーバー エルメルラウンジにて「摩天楼」作品展示・デモンストレーション
東京 六本木 アクシスギャラリーにて「摩天楼」作品展示
- 2009年 ドイツ フランクフルト ケルン ベルリン(バウハウス)各美術館にて

東京・椿山荘フォーシーズンズホテル 大阪太閤園にて「摩天楼・シルクロード」作品展示
- 2010年 椿山荘フォーシーズンズホテル正面 正月デザイン展示

タイ・バンコク セントラルワールドにて作品展示
ドイツ ミュンヘン レジデンツ(旧王宮)にて作品展示
鄭州 第2回緑化博覧会にて大作オブジェ制作展示
- 2012年 東京 表参道ヒルズにて個展開催

横綱白鵬連勝記念祝賀会にて巨大オブジェ制作
- 2013年 表参道ヒルズにて個展開催
- 2014年 三越日本橋本店・はなばな祭ライオン口にテーマデザインを制作展示

浜名湖花博10周年イベントにて作品展示
上野 旧岩崎邸にて個展開催
- 2015年 4月ミヤンマー・ネピドーにて作品展示

5月ロンドンにて作品展示
11月上野 旧岩崎邸にて第4回作品展開催
- 2016年 2月 銀座 三越にて作品展示

10月 旧岩崎邸にて作品展示
- 2016年 4月・7月

ミヤンマー国招致、ミヤンマー聖地・シュラゴンパゴタにてデモンストレーション、桜の植樹を行う。
文化大学においてデモンストレーション
4月　トルコExpo、日本政府展示統括プロデューサー
10月28日～11月3日 旧岩崎邸（国の重要文化財）作品展
11月1日　在トルコ日本大使公邸にて作品展示
- 2017年12月31日～2018年1月8日

ホテル雅叙園東京　正面玄関作品展示
東京都指定有形文化財 百段階段（各室）作品展示
出典:I.Fフローラルデコ　展覧会

## 役員
- 1990年        エキスポ’90　大阪国際花と緑の博覧会　審査員
- 1991-2001年   公益社団法人日本フラワーデザイン協会(NFD)理事
- 1997-2002年   日本生花通信配達協会(JFTD)理事
- 2003-2011年   財団法人花普及センター評議員
- 2004-2010年   ジャパンフラワーセレクション　審査員
- 2009-2012年   一般社団法人 エコフラワー デザイナーズ協会　アドバイザー
- 2007年        技能五輪国際大会(ヘルシンキ)テクニカルオブザーバー
- 2009年        技能五輪国際大会(日本)スーパーショップバイザー
- 2010-2016年   ジャパンフラワーオープン　実行委員長
- 2011年        技能五輪国際大会(ロンドン)エキスパート
- 2013年        技能五輪国際大会(ドイツ)エキスパート
- 2015年 -      玉川大学　芸術学部　メディアデザイン科　非常勤講師
- 2016年4-10月 トルコ共和国にてアンタルヤ園芸博覧会　統括プロデューサー（4月23日〜10月30日）
- 2016年5月     ジャパンフラワーオープン実行委員長